# SPK
Sozialistisches Patientenkollektiv (pt:Coletivo de Pacientes Socialistas) ou SPK, foi um coletivo de pacientes alemães, ativo entre 1970 e 1971, que combatia a os médicos como 'inimigos' da classe,  via o capitalismo como a causa das doenças físicas e mentais e usava a doença como arma contra a sociedade capitalista.
O grupo foi oficialmente fundado na Universidade de Heidelberg em 2 de março de 1970 pelo Dr. Wolfgang Huber, sua mulher Ursula e cerca de 40 pacientes da Clínica Psiquiátrica de Heidelberg. Num apartamento de quatro quartos em Heidelberg, o SPK tinha como objetivo criar um ambiente livre para uma terapia política e reenquadrando as doenças da mente e do corpo como uma contradição criada pelo capitalismo. Eles acreditavam que os doentes formavam uma classe revolucionária de cidadãos despossuídos, que poderiam ser radicalizados para lutar contra a opressão. Além disso, acreditavam que a doença socializava a todos, pois atingia a cidadãos da classe média, operários e camponeses. Como em outras experiências psiquiátricas, eles questionavam a divisão entre pacientes e médicos, mas iam ao ponto de clamar pela extinção da classe médica.

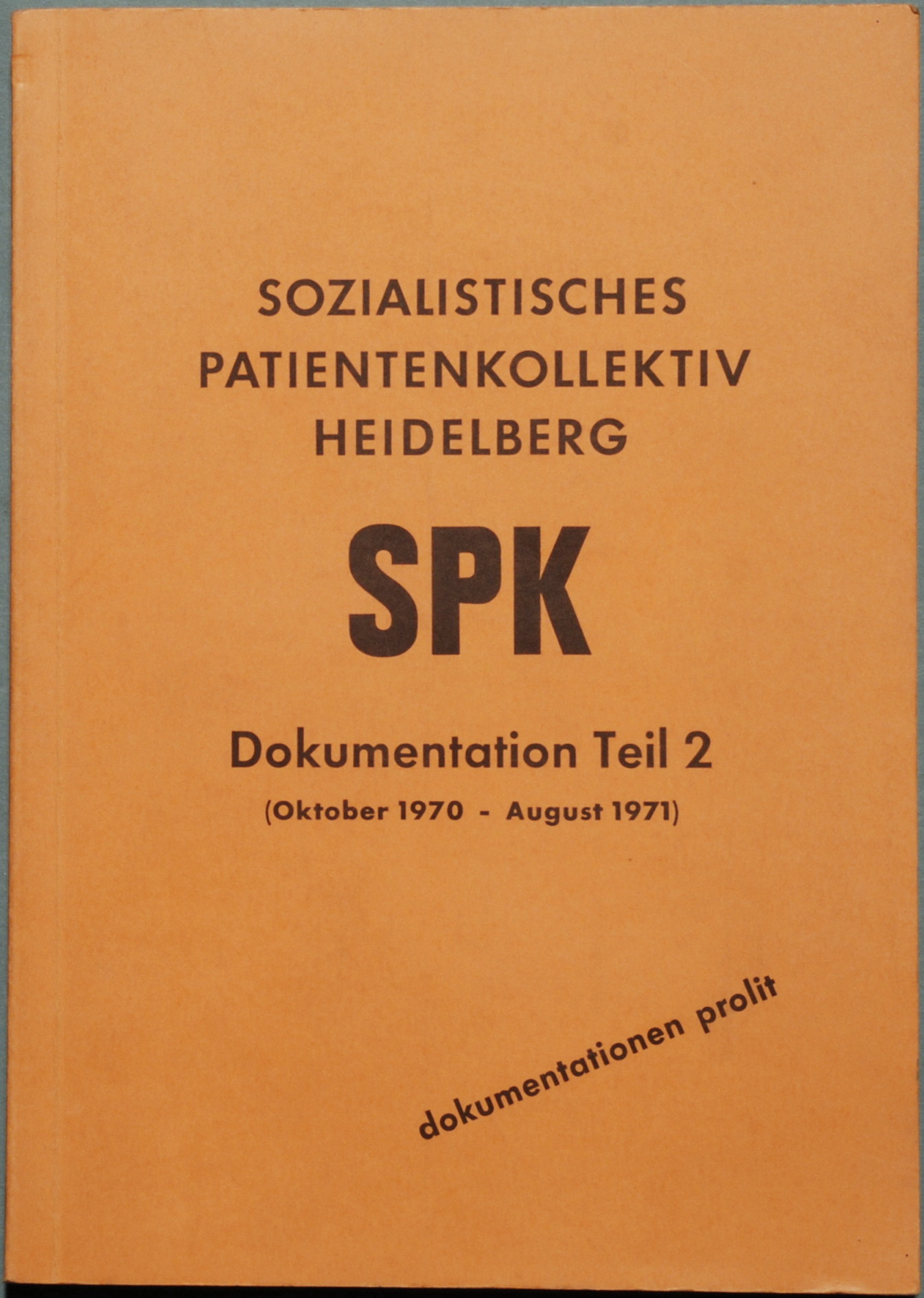
Documentação impressa do SPK.

Seus integrantes produziam folhetos explicativos e pediam às universidades que aumentassem a consciência e o reconhecimento de sua experiência terapêutica; realizavam terapia individual e em grupo, trabalhando de 09:00 às 22:00 ou mais.
O grupo logo ficou sob as críticas da direção da Universidade e das clínicas psiquiátricas, e os fundos do SPK, seu espaço de trabalho e o salário dos médicos empregados nas terapias ficaram ameaçados. No outono de 1970, um painel de seis especialistas psiquiátricos foi formado  para analisar as ações do SPK, se benéficas ou prejudiciais aos pacientes, e três deles ficaram a favor e três contra os métodos empregados. Mesmo estudantes dos movimentos esquerdistas se colocavam contra o monopólio que o SPK tinha sobre o emprego da terapia psiquiátrica na universidade. O supervisor geral da bancada de analistas acabou colocando-se ao lado dos contra o SPK e seu financiamento foi encerrado.
A decisão levou a um confronto entre o coletivo e a Universidade, que levou a um "sit-in" de estudantes, atraindo a atenção do público externo e da polícia, numa época de hipervigilância provocada por grupos radicais de esquerda como o Baader-Meinhof. Pacientes e médicos abandonaram a universidade  e passaram a se reunir em suas casas e espaços vazios. Quando, em 24 de junho de 1971, um misterioso tiroteio na delegacia de polícia de Heidelberg foi atribuído a membros do Baader-Meinhof, a polícia começou a fazer buscas nas casas dos membros do SPK, tendo-os como suspeitos e cúmplices, e dos 500 membros do grupo, sete foram presos, entre eles, o fundador, Dr. Hube, em 21 de julho de 1971. Sua prisão encerrou as atividades do grupo.
Como parte de uma campanha de desinformação criada pelo governo com o objetivo de diminuir o apoio entre setores da sociedade, principalmente os mais jovens, às atividades da RAF (Rote Armee Fraktion) - nome oficial do Grupo Baader-Meinhof, o SPK foi acusada de realizar grupos de trabalho usando explosivos, rádio, fotografia, judô e karatê, com sessões de terapia sobre dialética, marxismo, religião, educação e sexualidade sendo usadas como cobertura para suas reais atividades. A retórica do governo alemão denunciando o SPK como engajado em atividades terroristas, apareceu após a prisão de um de seus membros, Kristina Berster, que tentou entrar ilegalmente nos Estados Unidos pelo Canadá, solicitando asilo e proteção ao governo norte-americano contra as operações de contraterrorismo da Alemanha Ocidental. Berster foi inocentada de todas as acusações de conspiração e a campanha de desinformação alemã exposta pelo jornalista norte-americano Greg Guma. Segundo Berster, "o propósito do Sozialistisches Patientenkollektiv  era apenas descobrir porque as pessoas se sentem sós, deprimidas e isoladas e as circunstâncias que causavem esses problemas." 
Após o fim do SPK, vários de seus ex-membros vieram a se tornar integrantes da chamada segunda geração do Baader-Meinhof e participar de algumas das mais sangrentas ações do grupo, entre eles Brigitte Mohnhaupt, Siegfried Hauser, Carmem Roll, Magrit Schiller, Sieglinde Hofmann e Lutz Taufer.